# Wijnbouw in Zuid-Afrika

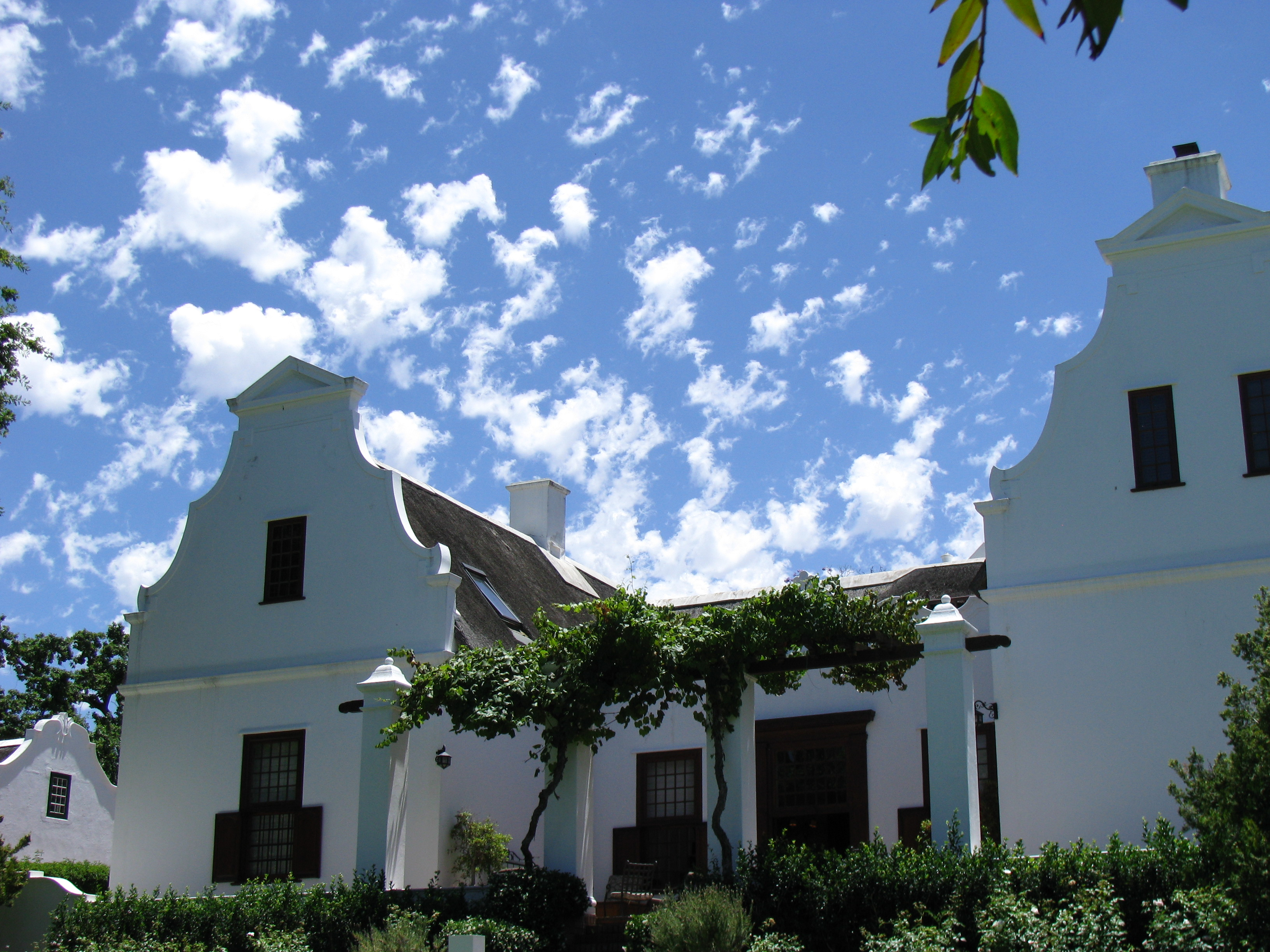
Vrede en Lust in Franschhoek

De wijnbouw van Zuid-Afrika vindt zijn oorsprong kort na het jaar 1652, het jaar dat de eerste Europeanen zich aan Kaap de Goede Hoop vestigden. Het seizoen van de wijnbouw begint er, vanwege de ligging op het zuidelijk halfrond, in september. De oogst is meestal in februari.  Vooral de Kaapprovincie is zeer geschikt voor wijnbouw, dat komt voornamelijk door een koude zeestroming vanaf Antarctica. Winden koelen boven het koude water af en zorgen voor een gematigd klimaat aan de Kaap. In België zijn Zuid-Afrikaanse wijnen populair; ook in Nederland, waar zij de tweede plaats innemen op de consumptieranglijst.

## Productie
Het totale areaal in Zuid-Afrika bedraagt ruim 118.000 hectare. Dat is ongeveer net zoveel als in Duitsland. Er wordt zo'n negen miljoen hectoliter wijn geproduceerd waarvan een groot deel tot brandy wordt verwerkt. Zuid-Afrika is de achtste wijnproducent ter wereld; het land levert 3,1 % van de wereldwijnproductie. De wijn wordt vaak in tanks of in houten vaten opgevoed. Er wordt jaarlijks ruim 400 miljoen liter wijn geëxporteerd waarvan meer dan de helft in bulk.

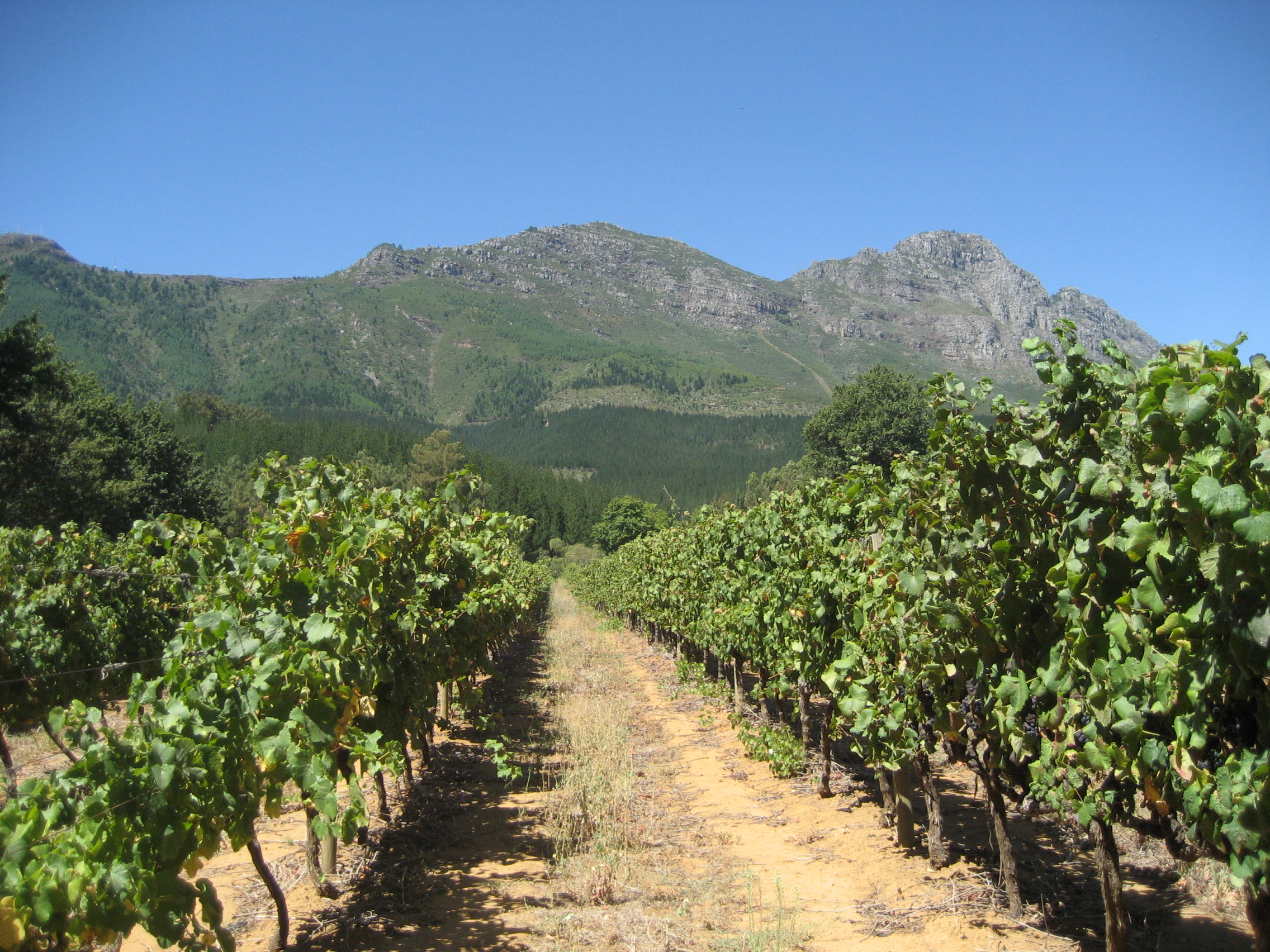
Wijngaard
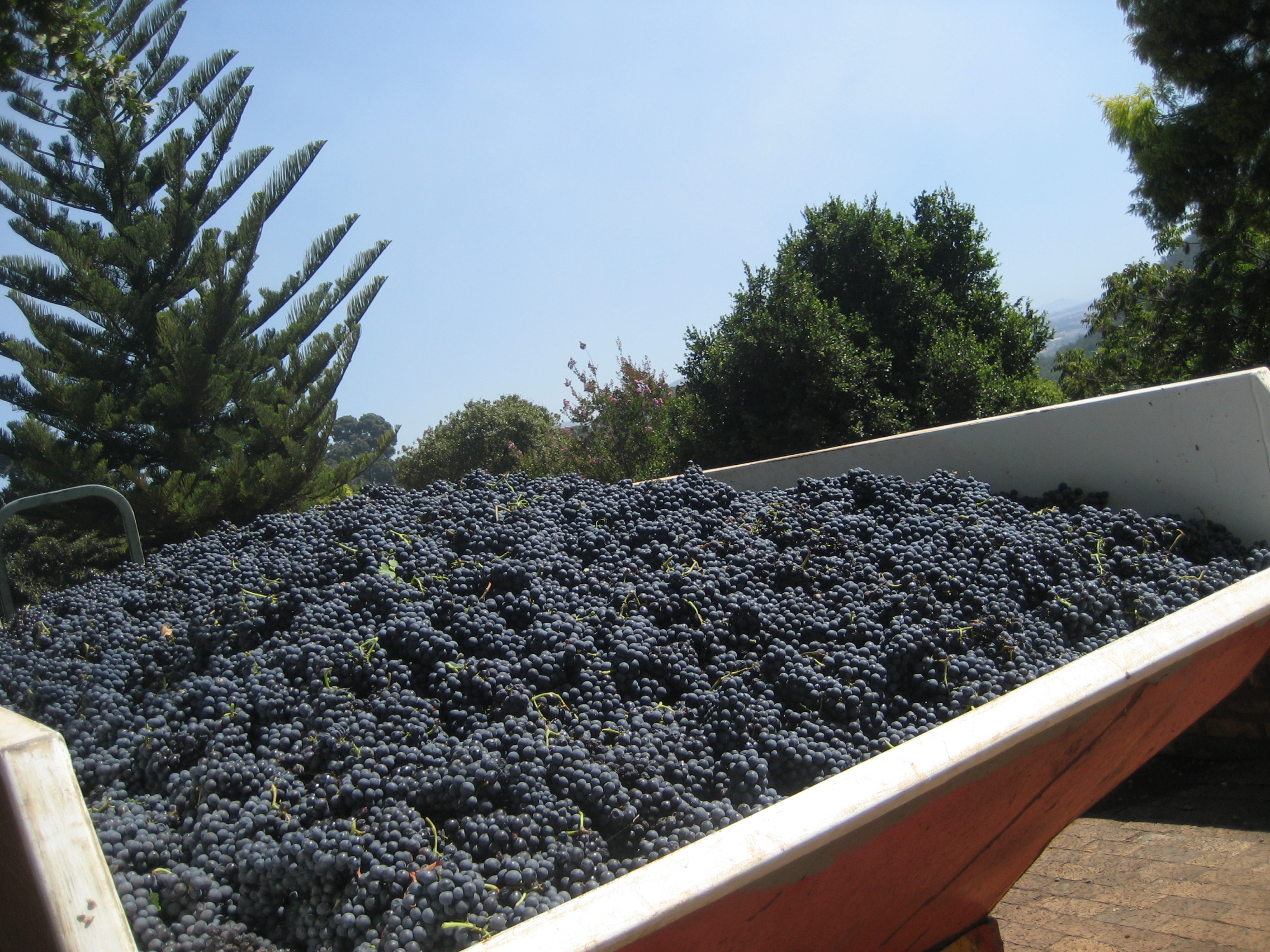
Geoogste druiven
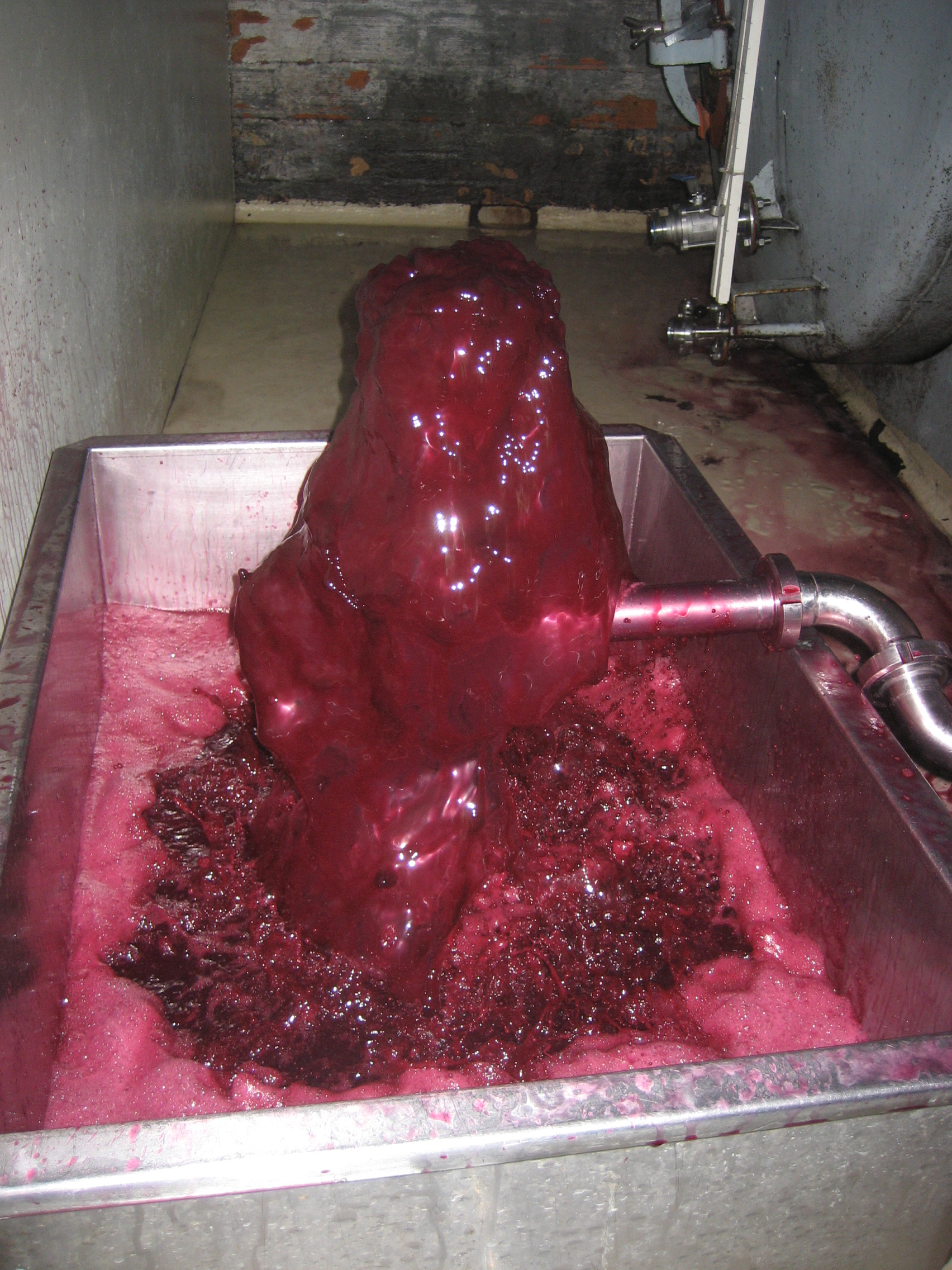
Geperste druiven
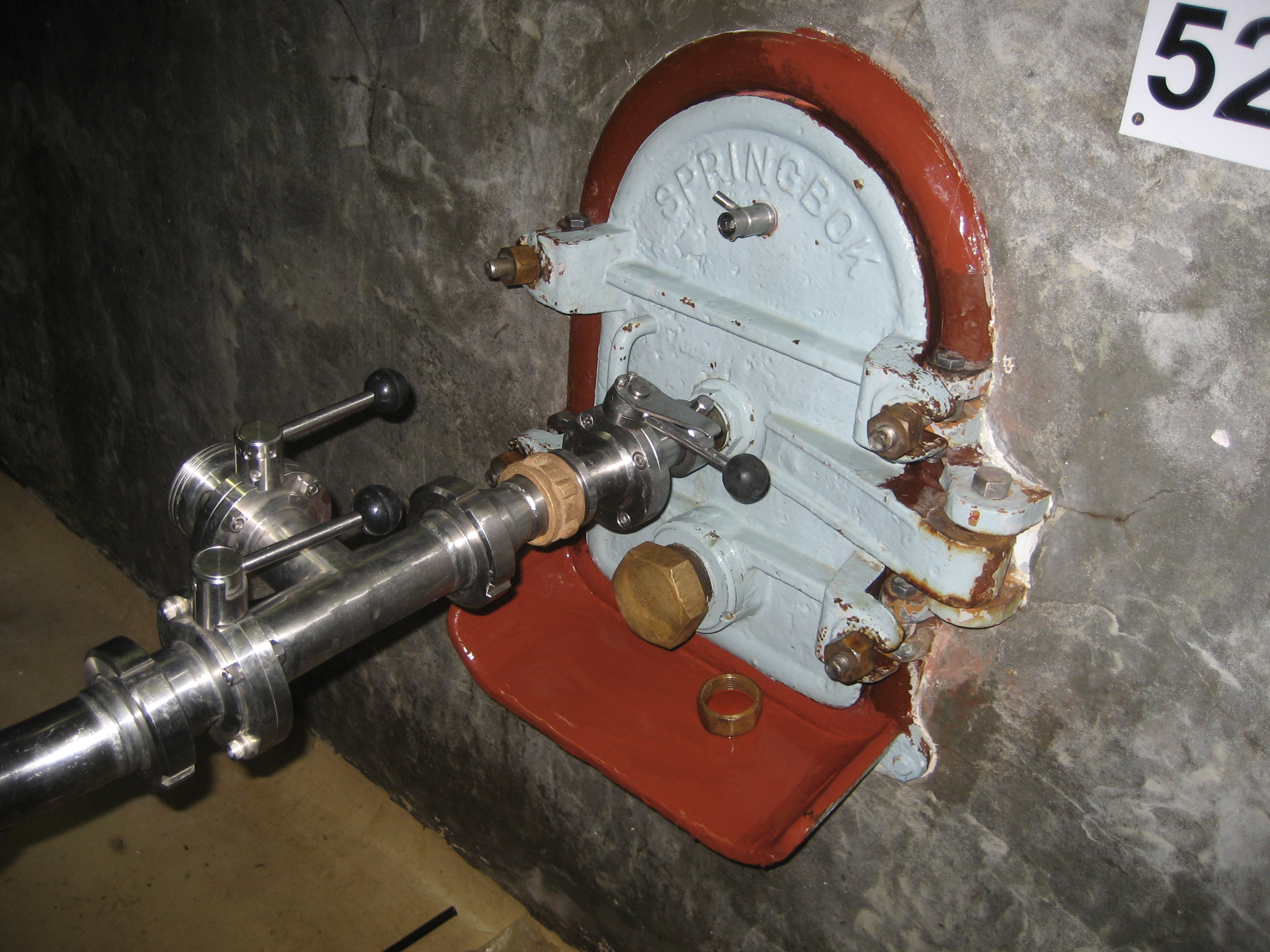
Springbok wijnpomp
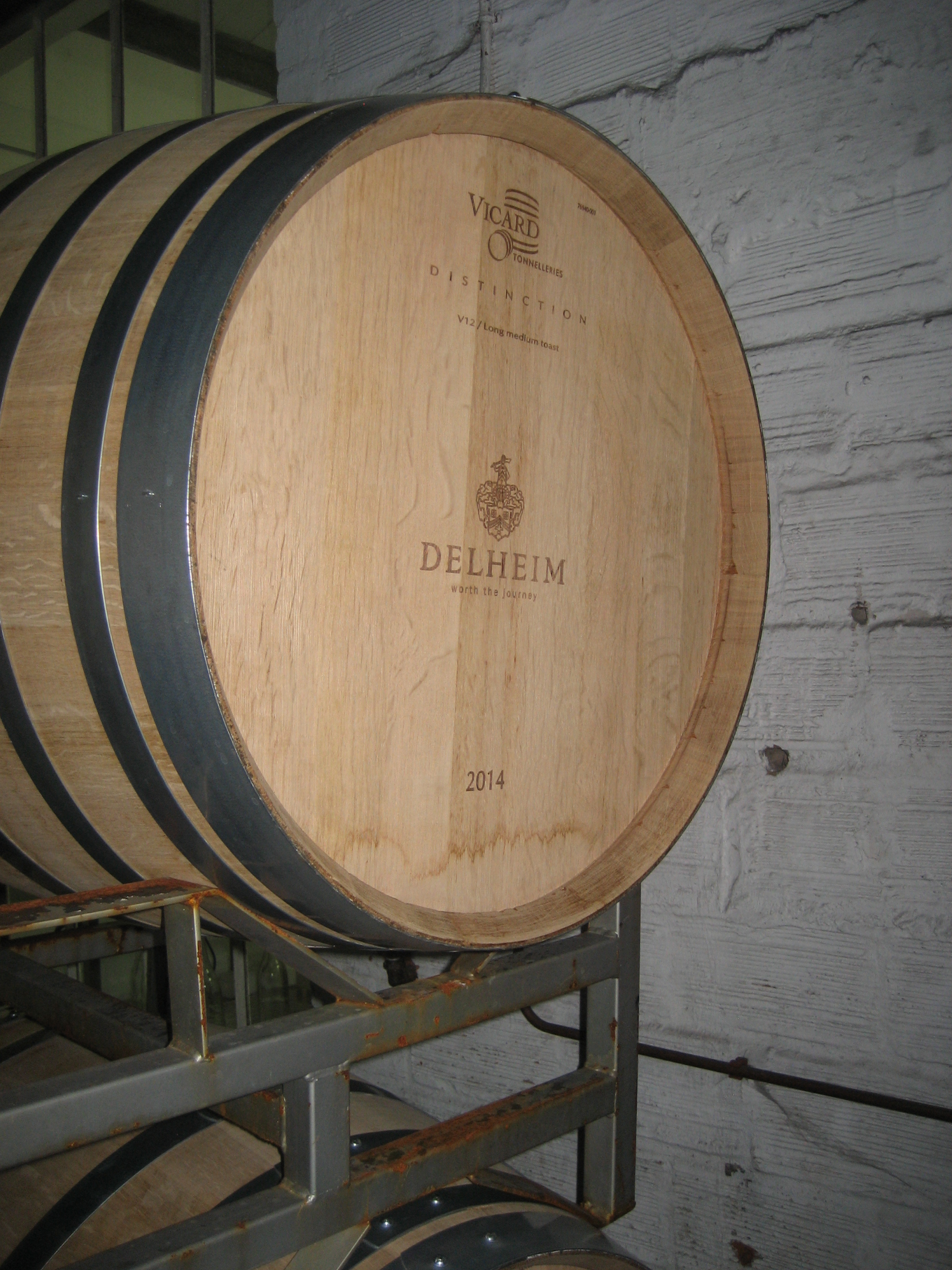
In het wijnvat
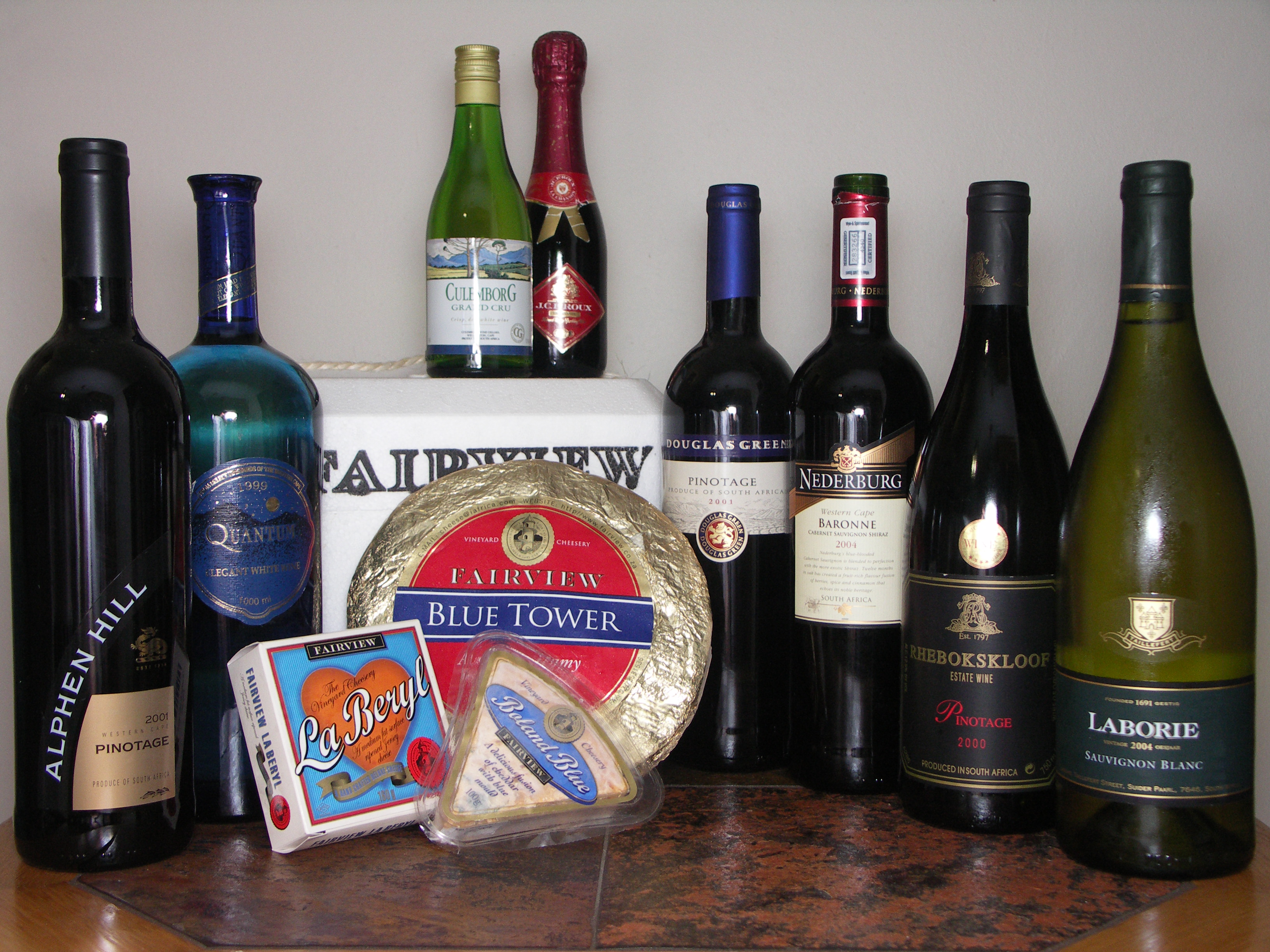
In de fles

## Productiegebieden
De wijnbouw in Zuid-Afrika strekt zich uit van de hellingen en bergen van de westkust tot de open vlaktes van de Karoo in de door de rivieren uitgesleten valleien. Het gebied is zo'n 800 km lang. Verreweg de meeste wijngaarden bevinden zich aan de Westkaap in de buurt van de kust. Op afstand volgt als tweede wijnbouwgebied de Noord-Kaap. In andere gebieden is er eigenlijk geen wijnbouw van enige omvang. 

## Wine of Origin
Er zijn sinds de invoering van de wijnwet in 1973 zes wijnregio's benoemd waarvan de wijnen de erkende titel "Wine of Origin" op het etiket mogen voeren. Dit wordt ook wel afgekort tot WO aangevuld met de naam van het productiegebied. De 6 regio's zijn onderverdeeld in 26 districten, 67 wards, 179 estates en nog individuele wijngaarden: 
- Region: een combinatie van districten of delen van districten. Niet alle districten zijn onderdeel van een region.
- District: een afgebakend herkomstgebied. Binnen een district is een grotere variatie aan bodemtypen mogelijk dan bij een ward.
- Ward: een afgebakend wijnbouwgebied dat onderdeel is van een district. De wijnen hebben een kenmerkend eigen karakter. Niet alle districten hebben ‘wards’.
- Estate: één boerderij of een combinatie van nauw samenwerkende boerderijen die samen gebruikmaken van één kelder. Alleen de druiven van de genoemde estate worden voor een estatewijn gebruikt.
- Single vineyard: één wijngaard is de kleinste productie-eenheid en mag slechts maximaal 6 hectare groot zijn. Als alle druiven afkomstig zijn van een bepaalde wijngaard, dan mag sinds 2005 ook die wijngaard op het etiket worden vermeld.

Als aanvulling op deze indeling is er in 1993 nog een indeling gemaakt in vijf geografische eenheden, namelijk Western Cape, Northern Cape, KwaZulu-Natal, Limpopo en Eastern Cape.

## Belangrijkste druivenrassen
- Wit:
  - Steen (Chenin Blanc) 18,6%
  - Colombard 11,7%
  - Sauvignon Blanc 9%
  - Chardonnay 8,1%

- Blauw:
  - Cabernet Sauvignon 13%
  - Shiraz 9,8%
  - Merlot 7%
  - Pinotage 6%